# Blote billetjes in het gras
Blote billetjes in het gras is een aardappel-stamppotgerecht. Het bestaat uit gekookte aardappelen, witte bonen, snijbonen en rookworst. De naam slaat op de witte bonen (de blote billen) die door de groene snijbonen worden gemengd. Het is een stevige maaltijd die makkelijk klaar te maken is.
Het recept verwierf eind jaren 90 een bepaalde mate van bekendheid toen de moeder van Ruud van Nistelrooij een variant van het gerecht klaarmaakte tijdens een uitzending van De Regenjas.